# Oedaspis hardyi
Oedaspis hardyi
 es una especie de insecto del género Oedaspis de la familia Tephritidae del orden Diptera. 
Allen L.Norrbom la describió científicamente por primera vez en el año 1999.